# Jezeří (Horní Jiřetín)
Jezeří (německy Eisenberg) je název zaniklé osady v okrese Most v Ústeckém kraji. Osada byla součástí obce Albrechtice a nacházela se směrem od ní zhruba jeden kilometr západně, na úpatí Krušných hor v nadmořské výšce 290 metrů přímo v podhradí zámku Jezeří. Osada zanikla na počátku osmdesátých let 20. století při postupu těžby hnědého uhlí a její území tvoří místní část města Horní Jiřetín.
Okolní lesy z velké části patří společnosti Lesy Jezeří, kterou ovládají němečtí šlechtici Bernhart Sayn-Wittgenstein a Alexander von Witzleben (dříve též William Lobkowicz).

## Historie
Osada měla až do roku 1921 pouze německý název Eisenberg. Eisenberg je poprvé zmiňován v roce 1365, ovšem jedná se o zmínku týkající se hradu, stejně jako v dalších letech jsou zprávy o hradu, nikoliv o osadě, která se vytvořila v jeho podhradí až později. V roce 1623, kdy byl konfiskován majetek Jana Mikuláše Hochhausera z Hochhauzu za jeho účast na stavovském povstání, je v soupisu zabaveného jmění vedle hradu též statek Eisenberk s poplužním dvorem a vinicí. V polovině 18. století bylo při zámku bělidlo, cihelna a panské domky pro řemeslníky. V roce 1787 je zmíněna osada se 16 domy ve vlastnictví knížete Františka Josefa z Lobkovic. V majetku tohoto rodu zůstala až do zrušení poddanství v roce 1848.
Poté se stala osadou obce Albrechtice. Až do roku 1960 byla součástí okresu Chomutov, po tomto datu až do svého zániku patřila do okresu Most. Již v polovině padesátých let 20. století došlo u Jezeří vinou důlní činnosti k sesuvu půdy, takže skoro celá osada byla vysídlena. Zůstalo obydleno jen několik málo domů. Také tyto však byly na počátku osmdesátých let 20. století srovnány se zemí kvůli rozšíření těžby uhlí.

## Obyvatelstvo
Při sčítání lidu v roce 1921 zde žilo 196 obyvatel (z toho 94 mužů), z nichž bylo devět Čechoslováků, 181 Němců, jeden člověk jiné národnosti a pět cizinců. Kromě pěti evangelíků patřili k římskokatolické církvi. Podle sčítání lidu z roku 1930 měla vesnice 195 obyvatel: šestnáct Čechoslováků, 176 Němců, dva obyvatele jiné národnosti a jednoho cizince. Jeden byl bez vyznání, jeden žid, pět evangelíků a ostatní se hlásili k římskokatolické církvi.
|           | 1869 | 1880 | 1890 | 1900 | 1910 | 1921 | 1930 | 1950 | 1961 | 1970 | 1980 | 1991 |
| --------- | ---- | ---- | ---- | ---- | ---- | ---- | ---- | ---- | ---- | ---- | ---- | ---- |
| Obyvatelé | 158  | 210  | 203  | 183  | 231  | 196  | 195  | 210  | 18   | 8    | 3    | —    |
| Domy      | 30   | 36   | 36   | 34   | 40   | 39   | 49   | 56   | —    | 3    | 3    | 1    |

## Pamětihodnosti
Nad bývalou osadou stojí zámek Jezeří. V katastrálním území se asi 1,5 km severně od zámku jsou zbytky zaniklého hradu na Josefině skále ze druhé poloviny 13. století. Druhým zaniklým hradem je Starý Žeberk na vrchu Jezeří, jehož pozůstatky se nachází na území národní přírodní rezervace Jezerka.